# Torneo de Invierno 2013
El Triangular - Copa de Invierno 2013 es una competición de carácter amistoso que se desarrolló durante el receso invernal en Argentina. Participaron 3 equipos, San Lorenzo, Boca Juniors y Estudiantes (LP). Este torneo sirvió como preparación para los torneos que disputaran los equipos durante la segunda etapa del año. Se disputó entre el 14 de julio y el 21 de julio de 2013. El partido entre San Lorenzo y Boca se suspendió por la muerte de dos hinchas del conjunto xeneize, quedando así el torneo inconcluso.

## Tabla de posiciones
| Equipo           | Pts | PJ | PG | PE | PP | GF | GC | DG |
| ---------------- | --- | -- | -- | -- | -- | -- | -- | -- |
| San Lorenzo      | 3   | 1  | 1  | 0  | 0  | 2  | 0  | 2  |
| Boca Juniors     | 3   | 1  | 1  | 0  | 0  | 2  | 1  | 1  |
| Estudiantes (LP) | 0   | 2  | 0  | 0  | 2  | 1  | 4  | -3 |

## Partidos
| 14 de julio de 2013, 18:30 | Estudiantes (LP) | 1:2 (0:2) | Boca Juniors                    | Ciudad de La Plata, La Plata                              |                                                           |
|                            | Auzqui 57'       | Reporte   | Burdisso 14' · Sánchez Miño 34' | Asistencia: 31500 espectadores Árbitro(s): Diego Ceballos | Asistencia: 31500 espectadores Árbitro(s): Diego Ceballos |

| 18 de julio de 2013, 20:10 | San Lorenzo            | 2:0 (0:0) | Estudiantes (LP) | El Nuevo Gasómetro, Buenos Aires                        |                                                         |
|                            | Ruiz 60' · Navarro 74' | Reporte   |                  | Asistencia: 23000 espectadores Árbitro(s): Saul Laverni | Asistencia: 23000 espectadores Árbitro(s): Saul Laverni |

| 21 de julio de 2013                                                            | San Lorenzo | vs. | Boca Juniors | El Nuevo Gasómetro, Buenos Aires |  |
| El partido fue suspendido por los incidentes en las inmediaciones del estadio. |             |     |              |                                  |  |

## Goleadores
| Jugador              | Jugador            | Goles | Equipo      |
| -------------------- | ------------------ | ----- | ----------- |
| Bandera de Argentina | Leandro Navarro    | 1     | San Lorenzo |
| Bandera de Argentina | Juan Sánchez Miño  | 1     | Boca        |
| Bandera de Argentina | Guillermo Burdisso | 1     | Boca        |
| Bandera de Argentina | Carlos Auzqui      | 1     | Estudiantes |
| Bandera de Argentina | Alan Ruiz          | 1     | San Lorenzo |